# Ke Hradu
Ulice Ke Hradu na Malé Straně v Praze spojuje Nerudovu ulici a Radnické schody s Hradčanským náměstím. Je součást historické Královské cesty, kterou procházeli ke korunovaci čeští králové a začínala v Králově dvoře na Starém Městě a končila v katedrále svatého Víta na Pražském hradě.

## Historie a názvy
Ulice vznikla v 17. století, kdy v letech 1638-44 byla ve hradní skále vylámana hradní rampa (jižní brána) a okolní prostor byl v letech 1663-83 upraven na cestu. Do té doby používali pro vstup do hradu západní bránu, ke které vedly Nové zámecké schody.

## Stavby
- Sloup Panny Marie Einsiedenské[4]